# Etatsråd
Etatsråd var en 1909 avskaffad dansk titel, som utdelades av kungen och medförde plats i tredje rangklassen samt rätt att inskriva sina döttrar i Vemmetofte kloster. För andra rangklassen användes begreppet geheimeetatsråd.